# Bruce Drake
Bruce Drake, (nacido el 5 de diciembre de 1905 en Gentry, Texas y fallecido el 2 de diciembre de 1983 en Norman, Oklahoma) fue un entrenador de baloncesto estadounidense que ejerció de entrenador asistente y principal en la Universidad de Oklahoma durante 25 años. Durante su etapa universitaria compaginó el baloncesto con el fútbol americano.

## Trayectoria
- Universidad de Oklahoma (1930-1938)
- Universidad de Oklahoma (1938-1955)
- United States Air Force (1955-1956)
- Estados Unidos (1956)
- Wichita Vickers (1957-1958)